# Männer-Feldhandballnationalmannschaft der DDR
Die Männer-Feldhandballnationalmannschaft der DDR vertrat die Deutsche Demokratische Republik (DDR) bei Länderspielen und internationalen Turnieren.
Der größte Erfolg war der Weltmeistertitel (1963).

## Olympische Spiele
Die Handballnationalmannschaft der DDR existierte, an der einzigen Austragung in der Feldhandball gespielt wurde, noch nicht.
| Jahr | Austragungsort          | Teilnahme bis…                | Ergebnis                      | Medaille                      | Bemerkungen und Besonderheiten |
| ---- | ----------------------- | ----------------------------- | ----------------------------- | ----------------------------- | ------------------------------ |
| 1936 | Berlin, Deutsches Reich | Die DDR existierte noch nicht | Die DDR existierte noch nicht | Die DDR existierte noch nicht | Teil der deutschen Mannschaft  |

## Weltmeisterschaften
Die Handballnationalmannschaften der DDR erreichte an allen teilgenommenen Feldhandball-Weltmeisterschaften das Finale.
| Jahr | Gastgeberland   | Teilnahme bis…                | Ergebnis                      | Rang                          | Bemerkungen und Besonderheiten                                                                                                   |
| ---- | --------------- | ----------------------------- | ----------------------------- | ----------------------------- | --- |
| 1938 | Deutsches Reich | Die DDR existierte noch nicht | Die DDR existierte noch nicht | Die DDR existierte noch nicht | Teil der deutschen Mannschaft |
| 1948 | Frankreich      | nicht teilnahmeberechtigt     | nicht teilnahmeberechtigt     | nicht teilnahmeberechtigt     | Nach dem Zweiten Weltkrieg war noch kein neuer Handballverband gegründet worden, der die DDR bei der IHF hätte vertreten können. |
| 1952 | Schweiz         | nicht teilnahmeberechtigt     | nicht teilnahmeberechtigt     | nicht teilnahmeberechtigt     | Nach dem Zweiten Weltkrieg war noch kein neuer Handballverband gegründet worden, der die DDR bei der IHF hätte vertreten können. |
| 1955 | BR Deutschland  | nicht teilnahmeberechtigt     | nicht teilnahmeberechtigt     | nicht teilnahmeberechtigt     | Nach dem Zweiten Weltkrieg war noch kein neuer Handballverband gegründet worden, der die DDR bei der IHF hätte vertreten können. |
| 1959 | Österreich      | keine eigene Teilnahme        | keine eigene Teilnahme        | keine eigene Teilnahme        | Teil der gesamtdeutschen Mannschaft                                                                                              |
| 1963 | Schweiz         | Finale                        | DDR 14:7 BR Deutschland       | Weltmeister                   | |
| 1966 | Österreich      | Platzierungsrunde             | DDR 9 Punkte                  | Vizeweltmeister               | |